# Ischnotoma (Ischnotoma) frauenfeldi
Ischnotoma (Ischnotoma) frauenfeldi is een tweevleugelige uit de familie langpootmuggen (Tipulidae). De soort komt voor in het Neotropisch gebied.